# I Put a Spell on You
"I Put a Spell on You" is een lied uit 1956 van Screamin' Jay Hawkins. Het werd in 1966 als cover een van de succesvolste singles van Alan Price, Nina Simone en Creedence Clearwater Revival in Nederland en Vlaanderen.

## Geschiedenis
Het nummer is geschreven door Screamin' Jay Hawkins. Zijn versie uit 1956 werd echter niet populair genoeg om in de hitparades te belanden. Een van de eerste covers was die van Nina Simone, die het aanmerkelijk beter deed in de verkoop; nummer 23 in de Amerikaanse BillBoard R&B-lijst en nummer 49 in het Verenigd Koninkrijk. In 1966 bracht Alan Price een gepassioneerde versie met de beroemde orgelpartij uit met nummer 80 in de Billboard Hot 100 en nummer 9 in de Engelse lijst. Alan Price haalde met het nummer de elfde positie in de Nederlandse Top 40.
In 1972 kwam de meer dreunende versie door Creedence Clearwater Revival (CCR) uit. Deze haalde al in 1968 slechts de 58e plaats in de Verenigde Staten maar stond in 1972 in Nederland drie weken lang op de derde plaats. De B-kant bestond uit twee tracks: Molina (van album Pendulum) en Fortunate Son. John Fogerty (zang, gitaar), Tom Fogerty (gitaar); Stu Cook (basgitaar) en Doug Clifford (drumkit) speelden een pure gitaarversie, die de akkoordenwisselingen goed laat horen.

### Top40
Alan Price en CCR zongen het de Top40 in, maar in 1978 werd het opnieuw een hitje in de versie van Dee Dee (Anna Dekkers; later in Vulcano), disco met driemaal een 16e plaats. B-kant is Do your loving right; beide van het album Loving You. In 1993 had Bryan Ferry nog een klein succesje. In 1998 deed Sonique nog een poging maar faalde. In 2010 nam Shane MacGowan het op om geld in te zamelen voor de slachtoffers van de Aardbeving Haïti 2010. Er speelde een aantal coryfeeën mee, zoals Chrissie Hynde, Nick Cave en Johnny Depp (op gitaar). Het behaalde de Top40 niet. Overigens is er een hele rits artiesten die met het lied de lijsten niet haalde of het alleen op hun album zetten; een van de laatste was de in Nederland zeer bekende Katie Melua. Dat geldt ook voor The Animals, de groep waar Alan Price in 1965 uit was gestapt. Het nummer staat op het album Animalisms (1966).
In 2015, in de film "Fifty Shades of Grey" was het de openingstune, gezongen door Annie Lennox.

## Hitnotering Alan Price Set
| "I Put a Spell on You" in de Nederlandse Top 40 Binnen: 07-05-1966 | "I Put a Spell on You" in de Nederlandse Top 40 Binnen: 07-05-1966 | "I Put a Spell on You" in de Nederlandse Top 40 Binnen: 07-05-1966 | "I Put a Spell on You" in de Nederlandse Top 40 Binnen: 07-05-1966 | "I Put a Spell on You" in de Nederlandse Top 40 Binnen: 07-05-1966 | "I Put a Spell on You" in de Nederlandse Top 40 Binnen: 07-05-1966 | "I Put a Spell on You" in de Nederlandse Top 40 Binnen: 07-05-1966 | "I Put a Spell on You" in de Nederlandse Top 40 Binnen: 07-05-1966 | "I Put a Spell on You" in de Nederlandse Top 40 Binnen: 07-05-1966 | "I Put a Spell on You" in de Nederlandse Top 40 Binnen: 07-05-1966 |
| Week                                                               | 1                                                                  | 2                                                                  | 3                                                                  | 4                                                                  | 5                                                                  | 6                                                                  | 7                                                                  | 8                                                                  |                                                                    |
| ------------------------------------------------------------------ | ------------------------------------------------------------------ | ------------------------------------------------------------------ | ------------------------------------------------------------------ | ------------------------------------------------------------------ | ------------------------------------------------------------------ | ------------------------------------------------------------------ | ------------------------------------------------------------------ | ------------------------------------------------------------------ | ------------------------------------------------------------------ |
| Positie                                                            | 30                                                                 | 13                                                                 | 11                                                                 | 12                                                                 | 14                                                                 | 19                                                                 | 24                                                                 | 35                                                                 | uit                                                                |

| Evergreen Top 1000 "I Put A Spell On You" | Evergreen Top 1000 "I Put A Spell On You" | Evergreen Top 1000 "I Put A Spell On You" | Evergreen Top 1000 "I Put A Spell On You" | Evergreen Top 1000 "I Put A Spell On You" | Evergreen Top 1000 "I Put A Spell On You" | Evergreen Top 1000 "I Put A Spell On You" | Evergreen Top 1000 "I Put A Spell On You" | Evergreen Top 1000 "I Put A Spell On You" | Evergreen Top 1000 "I Put A Spell On You" | Evergreen Top 1000 "I Put A Spell On You" |
| Jaar                                      | 2008                                      | 2009                                      | 2010                                      | 2011                                      | 2012                                      | 2013                                      | 2014                                      | 2015                                      | 2016                                      | 2017                                      |
| ----------------------------------------- | ----------------------------------------- | ----------------------------------------- | ----------------------------------------- | ----------------------------------------- | ----------------------------------------- | ----------------------------------------- | ----------------------------------------- | ----------------------------------------- | ----------------------------------------- | ----------------------------------------- |
| Positie                                   | -                                         | -                                         | -                                         | -                                         | -                                         | -                                         | -                                         | 987                                       | -                                         | -                                         |

| Nummer met noteringen in de NPO Radio 2 Top 2000 | '03 | '04 | '05 | '06 | '07 | '08 | '09  | '10  | '11  |
| ------------------------------------------------ | --- | --- | --- | --- | --- | --- | ---- | ---- | ---- |
| I Put a Spell on You                             | 715 | 662 | 764 | 997 | 751 | 833 | 1461 | 1069 | 1481 |

1. ↑  Een vetgedrukt getal geeft de hoogste notering aan.
2. ↑  2003 was het eerste jaar met een notering voor dit nummer.
3. ↑  Deze tabel is bijgewerkt tot en met de laatste editie (2024).

## Hitnotering Creedence Clearwater Revival
| "I Put a Spell on You" in de Nederlandse Top 40 Binnen: 23-09-1972 | "I Put a Spell on You" in de Nederlandse Top 40 Binnen: 23-09-1972 | "I Put a Spell on You" in de Nederlandse Top 40 Binnen: 23-09-1972 | "I Put a Spell on You" in de Nederlandse Top 40 Binnen: 23-09-1972 | "I Put a Spell on You" in de Nederlandse Top 40 Binnen: 23-09-1972 | "I Put a Spell on You" in de Nederlandse Top 40 Binnen: 23-09-1972 | "I Put a Spell on You" in de Nederlandse Top 40 Binnen: 23-09-1972 | "I Put a Spell on You" in de Nederlandse Top 40 Binnen: 23-09-1972 | "I Put a Spell on You" in de Nederlandse Top 40 Binnen: 23-09-1972 | "I Put a Spell on You" in de Nederlandse Top 40 Binnen: 23-09-1972 | "I Put a Spell on You" in de Nederlandse Top 40 Binnen: 23-09-1972 | "I Put a Spell on You" in de Nederlandse Top 40 Binnen: 23-09-1972 | "I Put a Spell on You" in de Nederlandse Top 40 Binnen: 23-09-1972 | "I Put a Spell on You" in de Nederlandse Top 40 Binnen: 23-09-1972 | "I Put a Spell on You" in de Nederlandse Top 40 Binnen: 23-09-1972 | "I Put a Spell on You" in de Nederlandse Top 40 Binnen: 23-09-1972 | "I Put a Spell on You" in de Nederlandse Top 40 Binnen: 23-09-1972 | "I Put a Spell on You" in de Nederlandse Top 40 Binnen: 23-09-1972 | "I Put a Spell on You" in de Nederlandse Top 40 Binnen: 23-09-1972 |
| Week                                                               | 1                                                                  | 2                                                                  | 3                                                                  | 4                                                                  | 5                                                                  | 6                                                                  | 7                                                                  | 8                                                                  | 9                                                                  | 10                                                                 | 11                                                                 | 12                                                                 | 13                                                                 | 14                                                                 | 15                                                                 | 16                                                                 | 17                                                                 |                                                                    |
| ------------------------------------------------------------------ | ------------------------------------------------------------------ | ------------------------------------------------------------------ | ------------------------------------------------------------------ | ------------------------------------------------------------------ | ------------------------------------------------------------------ | ------------------------------------------------------------------ | ------------------------------------------------------------------ | ------------------------------------------------------------------ | ------------------------------------------------------------------ | ------------------------------------------------------------------ | ------------------------------------------------------------------ | ------------------------------------------------------------------ | ------------------------------------------------------------------ | ------------------------------------------------------------------ | ------------------------------------------------------------------ | ------------------------------------------------------------------ | ------------------------------------------------------------------ | ------------------------------------------------------------------ |
| Positie                                                            | 33                                                                 | 18                                                                 | 11                                                                 | 8                                                                  | 7                                                                  | 4                                                                  | 3                                                                  | 3                                                                  | 3                                                                  | 5                                                                  | 9                                                                  | 14                                                                 | 15                                                                 | 22                                                                 | 27                                                                 | 27                                                                 | 31                                                                 | uit                                                                |

| "I Put a Spell on You" in de Nederlandse Single Top 100 Binnen: 30-09-1972 | "I Put a Spell on You" in de Nederlandse Single Top 100 Binnen: 30-09-1972 | "I Put a Spell on You" in de Nederlandse Single Top 100 Binnen: 30-09-1972 | "I Put a Spell on You" in de Nederlandse Single Top 100 Binnen: 30-09-1972 | "I Put a Spell on You" in de Nederlandse Single Top 100 Binnen: 30-09-1972 | "I Put a Spell on You" in de Nederlandse Single Top 100 Binnen: 30-09-1972 | "I Put a Spell on You" in de Nederlandse Single Top 100 Binnen: 30-09-1972 | "I Put a Spell on You" in de Nederlandse Single Top 100 Binnen: 30-09-1972 | "I Put a Spell on You" in de Nederlandse Single Top 100 Binnen: 30-09-1972 | "I Put a Spell on You" in de Nederlandse Single Top 100 Binnen: 30-09-1972 | "I Put a Spell on You" in de Nederlandse Single Top 100 Binnen: 30-09-1972 | "I Put a Spell on You" in de Nederlandse Single Top 100 Binnen: 30-09-1972 | "I Put a Spell on You" in de Nederlandse Single Top 100 Binnen: 30-09-1972 | "I Put a Spell on You" in de Nederlandse Single Top 100 Binnen: 30-09-1972 | "I Put a Spell on You" in de Nederlandse Single Top 100 Binnen: 30-09-1972 |
| Week                                                                       | 1                                                                          | 2                                                                          | 3                                                                          | 4                                                                          | 5                                                                          | 6                                                                          | 7                                                                          | 8                                                                          | 9                                                                          | 10                                                                         | 11                                                                         | 12                                                                         | 13                                                                         |                                                                            |
| -------------------------------------------------------------------------- | -------------------------------------------------------------------------- | -------------------------------------------------------------------------- | -------------------------------------------------------------------------- | -------------------------------------------------------------------------- | -------------------------------------------------------------------------- | -------------------------------------------------------------------------- | -------------------------------------------------------------------------- | -------------------------------------------------------------------------- | -------------------------------------------------------------------------- | -------------------------------------------------------------------------- | -------------------------------------------------------------------------- | -------------------------------------------------------------------------- | -------------------------------------------------------------------------- | -------------------------------------------------------------------------- |
| Positie                                                                    | 20                                                                         | 12                                                                         | 10                                                                         | 8                                                                          | 5                                                                          | 4                                                                          | 3                                                                          | 3                                                                          | 5                                                                          | 12                                                                         | 15                                                                         | 19                                                                         | 25                                                                         | uit                                                                        |

### Evergreen Top 1000
| Evergreen Top 1000 "I Put A Spell On You" | Evergreen Top 1000 "I Put A Spell On You" | Evergreen Top 1000 "I Put A Spell On You" | Evergreen Top 1000 "I Put A Spell On You" | Evergreen Top 1000 "I Put A Spell On You" | Evergreen Top 1000 "I Put A Spell On You" | Evergreen Top 1000 "I Put A Spell On You" | Evergreen Top 1000 "I Put A Spell On You" | Evergreen Top 1000 "I Put A Spell On You" | Evergreen Top 1000 "I Put A Spell On You" | Evergreen Top 1000 "I Put A Spell On You" | Evergreen Top 1000 "I Put A Spell On You" | Evergreen Top 1000 "I Put A Spell On You" | Evergreen Top 1000 "I Put A Spell On You" | Evergreen Top 1000 "I Put A Spell On You" | Evergreen Top 1000 "I Put A Spell On You" | Evergreen Top 1000 "I Put A Spell On You" |
| Jaar                                      | 2008                                      | 2009                                      | 2010                                      | 2011                                      | 2012                                      | 2013                                      | 2014                                      | 2015                                      | 2016                                      | 2017                                      | 2018                                      | 2019                                      | 2020                                      | 2021                                      | 2022                                      | 2023                                      |
| ----------------------------------------- | ----------------------------------------- | ----------------------------------------- | ----------------------------------------- | ----------------------------------------- | ----------------------------------------- | ----------------------------------------- | ----------------------------------------- | ----------------------------------------- | ----------------------------------------- | ----------------------------------------- | ----------------------------------------- | ----------------------------------------- | ----------------------------------------- | ----------------------------------------- | ----------------------------------------- | ----------------------------------------- |
| Positie                                   | -                                         | -                                         | -                                         | -                                         | -                                         | -                                         | -                                         | 38                                        | 72                                        | 42                                        | 37                                        | 48                                        | 48                                        | 37                                        | 44                                        | 47                                        |

### NPO Radio 2 Top 2000
| Nummer met noteringen in de NPO Radio 2 Top 2000 | '99 | '00 | '01 | '02 | '03 | '04 | '05 | '06 | '07 | '08 | '09 | '10 | '11 | '12 | '13 | '14 | '15 | '16 | '17 | '18 | '19 | '20 | '21 | '22 | '23 | '24 |
| ------------------------------------------------ | --- | --- | --- | --- | --- | --- | --- | --- | --- | --- | --- | --- | --- | --- | --- | --- | --- | --- | --- | --- | --- | --- | --- | --- | --- | --- |
| I Put a Spell on You                             | 56  | 36  | 38  | 54  | 53  | 49  | 56  | 60  | 61  | 54  | 83  | 53  | 77  | 132 | 152 | 143 | 152 | 148 | 157 | 190 | 187 | 200 | 214 | 260 | 319 | 244 |

1. ↑  Een vetgedrukt getal geeft de hoogste notering aan.

## Hitnotering Dee Dee
| "I Put a Spell on You" in de Nederlandse Top 40 Binnen: 09-09-1978 | "I Put a Spell on You" in de Nederlandse Top 40 Binnen: 09-09-1978 | "I Put a Spell on You" in de Nederlandse Top 40 Binnen: 09-09-1978 | "I Put a Spell on You" in de Nederlandse Top 40 Binnen: 09-09-1978 | "I Put a Spell on You" in de Nederlandse Top 40 Binnen: 09-09-1978 | "I Put a Spell on You" in de Nederlandse Top 40 Binnen: 09-09-1978 | "I Put a Spell on You" in de Nederlandse Top 40 Binnen: 09-09-1978 | "I Put a Spell on You" in de Nederlandse Top 40 Binnen: 09-09-1978 | "I Put a Spell on You" in de Nederlandse Top 40 Binnen: 09-09-1978 |
| Week                                                               | 1                                                                  | 2                                                                  | 3                                                                  | 4                                                                  | 5                                                                  | 6                                                                  | 7                                                                  |                                                                    |
| ------------------------------------------------------------------ | ------------------------------------------------------------------ | ------------------------------------------------------------------ | ------------------------------------------------------------------ | ------------------------------------------------------------------ | ------------------------------------------------------------------ | ------------------------------------------------------------------ | ------------------------------------------------------------------ | ------------------------------------------------------------------ |
| Positie                                                            | 31                                                                 | 25                                                                 | 20                                                                 | 16                                                                 | 16                                                                 | 16                                                                 | 34                                                                 | uit                                                                |

| "I Put a Spell on You" in de Nederlandse Single Top 100 Binnen: 09-09-1978 | "I Put a Spell on You" in de Nederlandse Single Top 100 Binnen: 09-09-1978 | "I Put a Spell on You" in de Nederlandse Single Top 100 Binnen: 09-09-1978 | "I Put a Spell on You" in de Nederlandse Single Top 100 Binnen: 09-09-1978 | "I Put a Spell on You" in de Nederlandse Single Top 100 Binnen: 09-09-1978 | "I Put a Spell on You" in de Nederlandse Single Top 100 Binnen: 09-09-1978 | "I Put a Spell on You" in de Nederlandse Single Top 100 Binnen: 09-09-1978 | "I Put a Spell on You" in de Nederlandse Single Top 100 Binnen: 09-09-1978 | "I Put a Spell on You" in de Nederlandse Single Top 100 Binnen: 09-09-1978 | "I Put a Spell on You" in de Nederlandse Single Top 100 Binnen: 09-09-1978 | "I Put a Spell on You" in de Nederlandse Single Top 100 Binnen: 09-09-1978 |
| Week                                                                       | 1                                                                          | 2                                                                          | 3                                                                          | 4                                                                          | 5                                                                          | 6                                                                          | 7                                                                          | 8                                                                          | 9                                                                          |                                                                            |
| -------------------------------------------------------------------------- | -------------------------------------------------------------------------- | -------------------------------------------------------------------------- | -------------------------------------------------------------------------- | -------------------------------------------------------------------------- | -------------------------------------------------------------------------- | -------------------------------------------------------------------------- | -------------------------------------------------------------------------- | -------------------------------------------------------------------------- | -------------------------------------------------------------------------- | -------------------------------------------------------------------------- |
| Positie                                                                    | 47                                                                         | 40                                                                         | 27                                                                         | 19                                                                         | 18                                                                         | 17                                                                         | 27                                                                         | 32                                                                         | 46                                                                         | uit                                                                        |

## Hitnotering Bryan Ferry
| "I Put a Spell on You" in de Nederlandse Single Top 100 Binnen: 27-03-1993 | "I Put a Spell on You" in de Nederlandse Single Top 100 Binnen: 27-03-1993 | "I Put a Spell on You" in de Nederlandse Single Top 100 Binnen: 27-03-1993 | "I Put a Spell on You" in de Nederlandse Single Top 100 Binnen: 27-03-1993 | "I Put a Spell on You" in de Nederlandse Single Top 100 Binnen: 27-03-1993 |
| Week                                                                       | 1                                                                          | 2                                                                          | 3                                                                          |                                                                            |
| -------------------------------------------------------------------------- | -------------------------------------------------------------------------- | -------------------------------------------------------------------------- | -------------------------------------------------------------------------- | -------------------------------------------------------------------------- |
| Positie                                                                    | 45                                                                         | 39                                                                         | 39                                                                         | uit                                                                        |